# Wolongia guoi
Espèce
Wolongia guoi est une espèce d'araignées aranéomorphes de la famille des Tetragnathidae.

## Distribution
Cette espèce est endémique de Chine. Elle se rencontre au Hubei, au Sichuan et au Shaanxi.

## Publication originale
- Zhu, Kim & Song, 1997 : On three new genera and four new species of the family Tetragnathidae (Araneae) from China. Korean Arachnology, vol. 13, no 2, p. 1-10.